# Hans Mallon
Hans Mallon (Bergen, 1914 - Bergen, 3 de septiembre de 1931) fue el jefe de las juventudes hitlerianas de la ciudad de Bergen. Fue considerado un mártir, al haber sido asesinado a los 17 años durante un ataque comunista al lugar donde acampaba la HitlerJunden el 3 de septiembre del año 1931.
El 20 de junio de 1931, las juventudes hitlerianas de la ciudad se habían reunido para celebrar el solsticio de verano. Marcharon con antorchas hasta llegar a un lugar donde se concentraron alrededor de una fogata para contar discursos preparados sobre la ideología que defendían y donde, incluso, el poeta Heinrich Anacker leyó uno de sus poemas.
Cuando el fuego se apagó y anocheció, la Hitlerjungen continuó su programa del día y, como era de costumbre, marcharon hacia la ladera de la montaña con sus antorchas. En ese lugar les esperaba una emboscada comunista dispuesta de piedras. Una gran brigada de jóvenes escaparon de la trampa, pero Hans Mallon recibió un duro golpe en el cuello. Lo tuvieron que sacar del bosque rápidamente y lo llevaron al hospital con buenas previsiones de recuperación, pero las heridas resultaron ser más graves de las esperadas a lo que se dio, como resultado, su muerte el 3 de septiembre de 1931. 

## Distinciones
- Fue incluido en la lista inmortal de la Hitlerjungen tras su muerte.
- Una calle fue denominada con su nombre.
- Se le construyó un mausoleo (aunque luego fue quemado para evitar un posible saqueo ruso).

- Datos: Q84948103